# Florentino Ameghino (Chubut)
Florentino Ameghino (denominado simplemente como Ameghino o también Merayo) es una localidad argentina ubicada en el departamento homónimo, provincia del Chubut. La localidad se ubica a 268 m s. n. m., en plena meseta patagónica, en el cruce de la Ruta Nacional 3 con la Ruta Provincial 32. Se halla en las coordenadas 43°50'04"S 65°48'13"O.

## Toponimia
El nombre del poblado fue puesto en honor a Florentino Ameghino, quién fue un científico autodidacta, naturalista, climatólogo, paleontólogo, zoólogo, geólogo, y antropólogo nacido en 1854 y fallecido en 1911. También es denominado Merayo, debido a un poblador local.